# 义居寺
37°44′53″N 110°56′14″E / 37.74806°N 110.93722°E
义居寺位于中国山西省临县三交镇枣疙瘩村，2006年被列为第六批全国重点文物保护单位。
义居寺始建于宋代，旧称佛堂寺，原为天宫寺下院。寺坐西朝东，中轴线上依次为山门、前殿、正殿、藏经楼、万佛洞（石窟），两侧为偏殿、厢房，其中石窟为唐代所凿，正殿为元代遗构，山门和前殿为明代建筑，藏经楼为清代建筑。山门面阔三间，进深二间，单檐悬山顶。前殿面阔五间，进深三间，单檐悬山顶。正殿面阔七间，进深四椽，单檐歇山顶，斗栱为六铺作双下昂。万佛洞石窟面积59.78平方米。